# Araneus nephelodes
Araneus nephelodes là một loài nhện trong họ Araneidae.
Loài này thuộc chi Araneus. Araneus nephelodes được Tord Tamerlan Teodor Thorell miêu tả năm 1890.